# Fransk Algeriet
Fransk Algeriet var navnet på Algeriet under Frankrigs kolonistyre fra 1830 til landets selvstændighed i 1962.

## Frankrig erobrer Algeriet
Efter at den franske konsul ved en fest 1827 var blevet slået med en fluesmækker af den algierske hersker, Husein Bey, begyndte en fransk flåde at blokere Alger, men først i 1830 tog erobringen rigtig fart. 75 krigsskibe, 400 transportskibe med 37500 mand sendtes til Algeriet. Duperré kommanderede flåden, Bourmont hæren. Alger blev straks indtaget, og beyen måtte afstå hele sit land og blev landsforvist. Men hermed var kampen ikke til ende. En araberhær under beyen af Titteri angreb franskmændene, og da samtidig Julirevolutionen udbrød, så det en tid mindre lyst ud for de franske våben. Under generalerne Clauzel og Berthezéne fik franskmændene atter fast fod i Algeriet, men deres voldsomme fremgangsmåde mod muhammedanerne bevirkede, at alle som een rejste sig mod undertrykkerne. Som anfører fik de emiren af Mascara, Abd-el-Kader, der tilmed fik hjælp fra Marokko, medens franskmændene stadig måtte skifte guvernører (1831-1837: Savary, Voirol, Drouet d'Erlon, Clauzel). Franskmændene tabte slaget ved Makla (1835), men erobrede Mascara; de blev gentagne gange slåede tilbage ved Constantine, men erobrede den endelig 1837 under anførsel af Valée, der derefter blev generalguvernør. Ham lykkedes det ad fredelig Vej at besætte det meste af kysten og egnen omkring Constantine. En tid så det ud til fred, men november 1839 erklærede Abd-el-Kader hellig krig og franskmændenes udryddelse. Franskmændene trængtes i begyndelsen tilbage til kystbyerne, men under Bugeaud gik det atter fremad (1841). Abd-el-Kader blev gang på gang slået og måtte søge tilflugt i Marokko, men hver gang kom han tilbage med ny stridskræfter. Så erklærede Frankrig Marokko krig, en marokkansk hær blev slået ved Isly. Tanger og Mogador blev bombarderede. Sultanen af Marokko bad derfor om fred og forpligtede sig til ikke at støtte Abd-el-Kader, men alligevel holdt denne sig endnu i 3 år, og først 1847 – efter at han også var kommet i krig med Marokko – blev han omringet og fanget. Imidlertid havde generalguvernøren Bugeaud arbejdet ivrig på at befæste Frankrigs herredømme. 1845 afløstes den rent militære administration af en civilorganisation. 1847 deltes landet i tre Provinser: Alger, Oran, Constantine (under hertugen af Aumale). Under Cavaignac blev provinsen direkte inddraget under Frankrig og fik 4 deputerede i Nationalforsamlingen. For at forøge befolkningens tal forsøgte man at grunde arbejderkolonier, men uden held; af samme grund gjorde man Lambessa til deportationssted. Krigen med bjergstammerne fortsattes stadig; 1851 leverede general Saint Arnaud i løbet af 80 dage ikke mindre end 20 træfninger og seks større slag. 1852 blev oasen Laghouat besat, og stammen Beni Mzab stillede sig under fransk beskyttelse. 1853-1854 erobredes oaserne Tuggurt og Wadi Suf, 1855 Uargla, og endelig blev kabylerne tvungne til fred 1857. Da nåede Algeriet lige til Sahara. 1860 omordnedes koloniens styrelse, idet Algeriet stilledes under en militærguvernør. Mac Mahon fik denne post overdraget 1864. Året efter besøgte Napoleon 3. selv kolonien. Men efter republikkens genindførelse 1870 afløstes militærguvernøren af en civilguvernør, der skulle have 3 præfekter under sig. Formindskelsen af tropperne under krigen med Tyskland medførte ny opstande, som først efter heftige kampe blev slåede ned, og først 1879 blev civilguvernørembedet besat, dog med den forandring, at kun kystegnene (Territoire civil) stod under guvernøren, medens landets sydlige del (Territoire militaire) stadig blev administreret på militær vis. Da franskmændene 1881 brugte nogle af deres algierske tropper til at erobre Tunis, udbrød der ny opstande (høvdingen Bu Amema). De blev dog hurtigt undertrykt. Derpå var der ro indtil slutningen af 1890-erne. Den antisemitiske bevægelse, der kom fra Frankrig, fik god næring i den misfornøjelse, der herskede i Algeriet, fordi alle jøderne 1870 var blevet naturaliserede, trods det, at mange af dem stod på et meget lavt kulturtrin. 1897 og 1898 kom det til uroligheder. 1898 blev en antisemit valgt til Maire i Alger, en anden til deputeret. Efterhånden stilnede bevægelsen af, efter at generalguvernøren Jonnert var trængt igennem med sit program: at styre den indfødte og europæiske befolkning hver for sig.

## Den franske koloniadministration
Fra 1900 fik Algeriet sit eget budget. 1907 blev en nyordning af Algeriets administration (i egentlige Algeriet og territorierne) indført.
Under tyrkernes herredømme styredes Algeriet af en bey, landet var delt i fire provinser under hver sin bey. Men efter erobringen 1830 forvaltedes kolonien på fuldstændig militær vis. Nu blev både den civile og militære myndighed overdraget til en generalguvernør, der residerede i Alger og stod under det franske ministerium. Ved hans side stod et af embedsmænd og fremragende borgere sammensat råd. Kolonien deltes i Nordalgérie eller det egentlige Algeriet, omfattende departementerne Oran, Alger, Constantine og Sydalgérie eller sydterritoriet, der omfattede fire territorier Aïn-Sefra, Ghardaïa, Tuggurt og Sahara-oaserne). Departementerne deltes i arrondissementer, territorierne i divisioner og subdivisioner.
I 1916 blev Algeriet udvidet med Tuareglandet og Tibesti.
| Departement       | km² (1911) | Indbyggertal (1911) | km² (1916) | Indbyggertal (1926) | heraf europæere (1926) |
| ----------------- | ---------- | ------------------- | ---------- | ------------------- | ---------------------- |
| Alger             | 54.540     | 1.720.881           | 52.569     | 1.866.714           | 307.195                |
| Constatine        | 87.302     | 2.118.446           | 67.326     | 2.275.125           | 173.369                |
| Oran              | 65.897     | 1.230.195           | 87.498     | 1.380.801           | 350.841                |
| Nordalgérie i alt | 207.739    | 5.069.522           | 207.483    | 5.522.640           | 831.405                |
| Sydalgérie i alt  | 369.550    | 494.306             | 1.987.604  | 542.225             | 4.779                  |
| I alt             | 577.289    | 5.563.828           | 2.195.087  | 6.064.865           | 836.184                |

### Næringsveje

#### Agerbrug
Algeriets jordbund var frugtbar og gav godt udbytte, når der blot kunne skaffes rigeligt vand. I Tell var nedbøren stor nok til, at agerbrug kunne finde sted uden kunstig vanding, selv om denne langt fra var ukendt, men uden for Tell var kunstig vanding en absolut nødvendighed; dette gjaldt i særdeleshed for Sahara, hvor franskmændene foretog en uhyre mængde artesiske brøndboringer (den første 1856 i nærheden af Tuggurt), hvorved et stort antal nye oaser opstod i før fuldstændig golde egne. Andre steder i sandørkenen plantede man blot daddelpalmen i gravede fordybninger (ritaner); den sendte da sine rødder så langt ned, at de nåede de vandførende lag. De vigtigste kornsorter var byg, hvede og havre, og der udførtes ikke lidt heraf, men uheldigvis forårsagede de uhyre græshoppesværme undertiden store ødelæggelser på afgrøden. Andre vigtige kulturplanter var daddelpalmen (særligt i oaserne), oliven, frugttræer, tobak, grønsager ("ny kartofler" til England, Tyskland, Danmark) og senere også bomuld. Betydeligst var dog dyrkningen af vin, der blev Algeriets hovedudførselsvare. Vigtig som udførselsprodukt var også det på højsletten voksende alfagræs (espartogræs), hvoraf kun en af regeringen bestemt mængde måtte udføres.

#### Kvægavl
Kvægavlen spillede også en stor rolle. I 1905 var der 221.140 heste, 174.234 muldyr, 277.523 æsler, 199.715 kameler, 1.066.404 stykker hornkvæg, 9.062.636 får, 4.030.208 geder og 91.267 svin. 93 % af kvægbestanden ejedes af de indfødte. Strudseavl fandtes, men var ringe; det samme var tilfældet med silkeavlen.

#### Skovbrug
Som i de fleste andre Middelhavslande huggede man tidligere løs på skovene for at få træ, eller man afbrændte dem for at skaffe græsgange til kvæghjorderne. Derfor var der efterhånden kun forholdsvis lidt skov tilbage. Der udførtes kork, garvebark (kermesege), palmetrævler og forarbejdet træ.

#### Fiskeri
Fiskeriet blev drevet i stort omfang langs kysten. Kun franske undersåtter havde ret til dette. Sardiner, brislinger og laks udførtes til Frankrig, Italien og Spanien. Fra Bone og østpå blev drevet et betydeligt koralfiskeri.

#### Bjergværksdrift
Af mineraler fandtes ikke få: jern, zink, kobber, bly, antimon, kviksølv og marmor; desuden bør nævnes fosfatlejerne ved Tibessa og petroleumskilderne i Oran. Salt forekom dels som stensalt, dels i saltsøerne. Da kul fuldstændig manglede, var der aldrig udsigt til at udvikle sig nogen betydelig industri, og råstofferne gik derfor for det meste enten til Frankrig eller England. Af det lidet, der tilvirkedes, må nævnes metalvarer, tobakker og papir.

### Handel
Handelen steg stærkt: 1905 var omsætningen ca. 600 mill. Frcs., 1908 ca. 760 og 1910: 1.025 mill., hvoraf 512 mill. Frcs. faldt på indførslen, 513 mill. på udførslen. Den største omsætning foregik naturligvis med Frankrig, (ca. 850 mill.), derefter fulgte England (33 mill.), Marokko (21 mill.) og Tyskland (15 mill.). 1911 var udførslen af de forskellige produkter som følger: vin 207,7 mill., korn 80,5, kvæg 34,2, frugt 15,9, jern 12, fosfat 11, tobak 10, zink 9,9, kork 9,8, grøntsager 9,7, uld 8,2, huder 7,8, alfa 7,1, mel 6,0, plantetrævler 4,7, olivenolie 4,5, kartofler 3,6, kalium 3,6, semulje 3,5, spirituøse drikke 3,5, fisk 3,i, klid 2,5, bly 2,4. Indførslen bestod især af manufaktur- og kolonialvarer, lædersager, maskiner, metalvarer og kul.
Handelsomsætningen omfattede af indførselsgenstande i 1926 især bomuldsvarer (403 mill. Frcs.), maskiner (233 mill.),metalvarer (199 mill.), sukker (134 mill.), kaffe (120 mill.), papir (110 Mill.) osv., i alt 4.119 mill. Frcs., mens udførslen af vin (1.361 mill. Frcs.), korn (293 mill.), får (227 mill.), frugter (191 mill.), o.a. i alt udgjorde 4.014 mill. Frcs.

### Samfærdselsmidler
Efter erobringen af Algeriet var en af hovedopgaverne for franskmændene at gøre landet tilgængeligt ved at anlægge veje og jernbaner, og der blev ofret uhyre summer på dette arbejde. I 1911 fandtes 3.491 km jernbane; det var særlig i Tell-regionen, at de blev bygget, men der kom dog også jernbaner tværs over Schott-plateauet til ørkenen (endestationer: Colomb-Beshar mod vest og Biskra mod øst). Landevejenes længde var 1905: 3.650 km. Der fandtes 1911: 15.279 km telegraflinjer med 726 kontorer. Telefonnettet, der stedvis var godt udviklet, målte 7.398 km i 1908. Postvæsenets indtægt var 9,7 mill. Frcs.
Skibsfarten var ret betydelig. 1911 indgik i Algeriets havne 5.261 skibe med 6,3 mill. tons og udgik 5.213 med 6,2 mill. tons. De vigtigste havne var Nemours, Oran, Mostaganem, Alger, Bougie, Philippeville og Bone.
Handelsflåden talte i 1926 1.007 skibe med 45.380 tons, og der indgik i algierske havne 4.796 skibe med 7.18 mill. tons. Jernbanenettet var i 1926 vokset til 4.345 km; der var 688 poststationer, 799 telegrafstationer og 2 radiostationer.

### Finanser
Algeriets finansielle forhold var længe meget slette, men forbedrede sig dog ikke så lidt med tiden, selv om Frankrig stadig efter 1. verdenskrig måtte yde tilskud til kolonien. Alt i alt har den kostet Frankrig ca. 4 milliarder Frcs. at udvikle kolonien, men så var den også i mange henseender blevet en mønstergyldig koloni. Om den franske kolonisation i Algeriet udtalte dr. G. Rohlf:
"Enhver, der som jeg har kunnet se de kostbare arbejder, der er udførte af franskmændene i Algeriet, vil ikke føle andet end medlidenhed med dem, der endnu vil vove – lige over for alle disse beundringsværdige arbejder – at påstå, at franskmændene ikke kan kolonisere".
1911 var indtægterne 141 millioner Frcs., udgifterne 125 millioner Frcs.

### Fransk borgerskab
Den 4. februar 1919 vedtog det franske parlament en ny lov om de indfødtes politiske rettigheder. Efter denne kunne de få fransk borgerskab på visse betingelser; man skulle være fyldt 25 år, måtte kun have een kone eller være ugift, måtte ikke være straffet, skulle være ejendomsbesidder eller betale en vis skat; dog kunne fransk borgerskab også opnås, hvis ansøgeren havde et offentlig embede, kunne læse og skrive fransk, havde tjent i den franske hær eller flåde eller havde en fransk dekoration.

## Kolonivældets afvikling
Afkoloniseringen af Algeriet blev et af de blodigste kapitler i afrikansk kolonihistorie. I 1950-erne blev både Marokko og Tunesien selvstændige stater, men Frankrig ville ikke slippe Algeriet, som havde store naturressourcer og var tæt tilknyttet med den franske økonomi. Undertrykkelsen førte til, at modstandsgrupperne i 1954 gik sammen i Front de Libération Nationale (FLN) og begyndte en guerillakrig for at befri landet. To år senere havde befrielsesbevægelsen etableret befriede zoner, som de kunne operere fra. På denne tid kunne befrielsesbevægelsen mønstre omkring 15.000 soldater, mens fransmændene havde sat 20.000 soldater. Som mest havde Frankrig en halv million soldater i Algeriet og satte alle ressourcer ind på at vinde krigen efter det smertelige nederlag i Indokina. Efter, at franskmændene havde opsat et elektrisk hegn ved grænsen til Tunesien og udlagt 900.000 landminer i grænseområderne, havde FLN svært ved at forsyne tropperne. Franskmændene forflyttede også mellem en og to millioner algerier fra deres hjem til "koncentrationscentre" for at afskære kontakten mellem civilbefolkningen og guerillaen. FLN-ledelsen havde i udlandet etableret en provisorisk regering, Gouvernement de la république algerienne (GPRA), og var begyndt at opbygge en regulær hær.
Frankrig fik imidlertid det militære overtag og drev guerillaen på retræte. Den militære fremgang til trods voksede modstanden mod krigen i Frankrig, og i Algeriet fik FLN stadig større tilslutning. Efter, at general Charles de Gaulle var blevet fransk præsident i 1958, begyndte han at søge efter en måde at afslutte krigen på. I 1961 gjorde den europæiske minoritet i Algeriet et kupforsøg understøttet af franske generaler, men dette blev slået ned. Forhandlinger om våbenhvile i Schweiz indledtes i april 1961. De var vanskelige og blev flere gange afbrudte men endte med en fredsaftale, som bekræftedes ved en folkeafstemning i Frankrig, hvor 90,7 % af stemmerne støttede de Gaulles politik. Krigen kostede mellem 300.000 og 1,5 millioner algerier livet. 8.000 byer lå i ruiner, store områder lå brændte og hærgede, og over to millioner mennesker var blevet hjemløse.

### Selvstændigheden
Den 1. juli 1962 stemte algerierne om selvstændighed, og den 3. juli 1962 blev Algeriet selvstændigt efter mere end syv års krig. Ved krigens afslutning boede omkring 800.000 europæere i landet, heraf flygtede fire femtedele i al hast, da den formelle selvstændighed trådte i kraft. Blandt dem var en stor del af landets teknikere, administratorer og lærere; få algerier havde fået nogen videre uddannelse.